# Herbert Weiermann
Herbert Weiermann (geboren 20. April 1929 in Pottenstein; gestorben 6. Dezember 2016 in Traunstein) war ein deutscher Kunsthistoriker.

## Leben
Herbert Weiermann studierte Kunstgeschichte, Archäologie und neuere deutsche Literatur an der Philosophisch-Theologischen Hochschule in Regensburg und an der Universität München. Er promovierte 1956 in München bei Hans Sedlmayr mit dem Thema „Der süddeutsche Orgelprospekt des 17. und 18. Jahrhunderts“ und habilitierte an der TU München im Jahr 1965 über das Thema „Der Schloßbau in Bayern, Schwaben und Franken: Zur Geschichte seiner Entwicklung“.
Von 1956 bis 1972 arbeitete er als wissenschaftlicher Assistent, von 1972 bis 1994 als Universitätsprofessor (Extraordinarius) am Lehrstuhl für Kunstgeschichte der TU München. 
Von 1957 bis 2000 erfüllte er dort einen Lehrauftrag für Geschichte der Baukunst sowie später auch für Geschichte der Gartenkunst. Im Jahr 1997 erhielt Weiermann das Bundesverdienstkreuz am Bande.

## Werke
- Lenné, Peter Josef in: Neue Deutsche Biographie 14 (1985), S. 211–213 [Online-Version]; URL: https://www.deutsche-biographie.de/pnd118571559.html#ndbcontent
- Heimatbuch des Landkreises Traunstein. Band 6: Kunstgeschichtliche Denkmäler von der Renaissance bis zur Gegenwart. Trostberg 1996.